# Cyprinus megalophthalmus
Cá chép mắt to (danh pháp hai phần:Cyprinus megalophthalmus) là một loài cá chép thuộc họ Cá chép. Loài cá chép này sinh sống ở Vân Nam, Trung Quốc. Cá chép mắt to sinh sống ở hồ Nhĩ Hải. Cơ thể hai bên màu xám bạc trên mặt, trên bụng và vây màu vàng trắng, cơ thể đạt chiều dài 24,2 cm. Môi trường sống trong khu vực của hồ trong vùng nước nông với đá trầm tích, là loài ăn tạp, thức ăn gồm có tảo, động vật giáp xác nhỏ, chúng sinh sản trong tháng 6 hàng năm.
Đây là loài cá có giá trị kinh tế.

## Cước chú
- Ranier Froese và Daniel Pauly (chủ biên). Thông tin Cyprinus megalophthalmus trên FishBase. Phiên bản tháng 10 năm 2024.